# M'Bar N'Diaye
Pour les articles homonymes, voir N'Diaye.
M'Bar N'Diaye, né le 15 juin 1983 dans le 14e arrondissement de Paris, est un taekwondoïste français.

## Biographie

### Carrière sportive
Après avoir testé plusieurs sports au cours de sa jeunesse (boxe française, escrime, football et handball), M’Bar découvre à dix-huit ans le taekwondo avec lequel il se familiarise au sein du club de Cachan.
Après quelques années de pratique, il est repéré par l’équipe de France après un podium aux championnats de France 2008. Il devient sparring-partner de Pascal Gentil et Mickaël Borot lors des Jeux olympiques d'été de 2008, et commence à s’entraîner à l’Institut national du sport, de l'expertise et de la performance (INSEP) en plus de son club du Van Thuyne TKD Gentilly dans le Val-de-Marne.
En 2011, il devient membre de l’équipe de France de taekwondo. Il est quadruple champion de France (2013, 2014, 2016 et 2018), médaillé d'argent dans la catégorie des moins de 87 kg aux championnats d'Europe de taekwondo 2014 et vainqueur des Jeux Mondiaux militaires 2015.
Il participe aux Jeux olympiques d'été de 2016 en étant le seul Français de sa catégorie (+80 kg). Il est battu en repêchage.
Son année 2018 est marquée par sa médaille d'or aux Championnats de France.

### Carrière professionnelle
En parallèle à son activité de sportif, il intègre le dispositif Athlètes SNCF en mars 2016 en tant que chef d'escale en gare de Juvisy.
En 2022, il quitte le dispositif « Athlètes SNCF ».

## Palmarès

### Jeux Olympiques
- 2016 à Rio,  Brésil
  - 7e place, catégorie (+80 kg)[5]

### Championnat d’Europe
- 2014  Vice-champion d’Europe, catégorie (+80 kg)

### Championnat de France
- 2020  Champion de France, catégorie (-87 kg)
- 2018  Champion de France, catégorie (-87 kg)
- 2016  Champion de France, catégorie (+80 kg)
- 2014  Champion de France, catégorie (+80 kg)
- 2013  Champion de France, catégorie (+80 kg)

### Jeux Mondiaux militaires
- 2015   Champion du monde militaire, catégorie (+80 kg)

### Grand Prix & Open
- 2019
  -  Open du  Luxembourg, catégorie (-87 kg)
  -  Open des  Pays-Bas, catégorie (-87 kg)
  -  Open d' Autriche, catégorie (-87 kg)
  -  Open de  Serbie, catégorie (-87 kg)
  -  Open de  France, catégorie (-87 kg)

- 2017
  -  Open de  Serbie, catégorie (+80 kg)
- 2016
  -  médaille de bronze au Test Event des Jeux Olympiques, catégorie (+80 kg)
- 2015
  -  Grand Prix Final, catégorie (+80 kg)
  -  Open du  Qatar, catégorie (+80 kg)
- 2014
  -  Open des  Pays-Bas, catégorie (+80 kg)
  -  Open du  Kazakhstan, catégorie (+80 kg)
- 2013
  -  Grand Prix réservé aux 32 meilleurs mondiaux, catégorie (+80 kg)
  -  Open de Paris,  France, catégorie (+80 kg)
- 2012
  -  Open de Paris,  France, catégorie (+80 kg)